# Paray-le-Monial
Paray-le-Monial é uma comuna francesa na região administrativa de Borgonha-Franco-Condado, no departamento Saône-et-Loire. Estende-se por uma área de 25,21 km². Em 2010 a comuna tinha 9 637 habitantes (densidade: 382,3 hab./km²).
Esta localidade tornou-se num importante centro de peregrinação cristã devido às famosas aparições de Jesus a Santa Margarida Maria de Alacoque, uma freira da Ordem da Visitação de Santa Maria. Em torno do mosteiro onde viveu a religiosa ergue-se, hoje em dia, uma imponente Basílica dedicada ao culto do Sagrado Coração de Jesus.